# Budzów
Budzów è un comune rurale polacco del distretto di Sucha, nel voivodato della Piccola Polonia.
Ricopre una superficie di 73,41 km² e nel 2004 contava 8 246 abitanti.